# Prosopis cineraria
Prosopis cineraria ist eine Pflanzenart aus der Gattung Prosopis in der Unterfamilie der Mimosengewächse (Mimosoideae) innerhalb der Familie der Hülsenfrüchtler (Fabaceae). Ein bekanntes Exemplar ist der Schadscharat al-Haya in Bahrain.

## Beschreibung

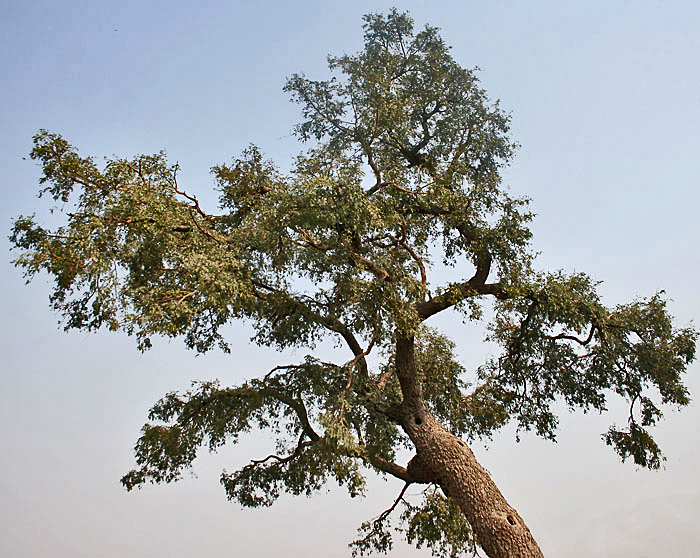
Habitus

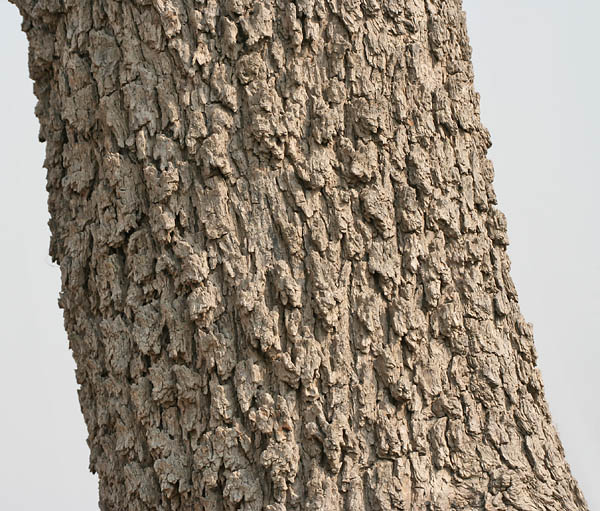
Borke

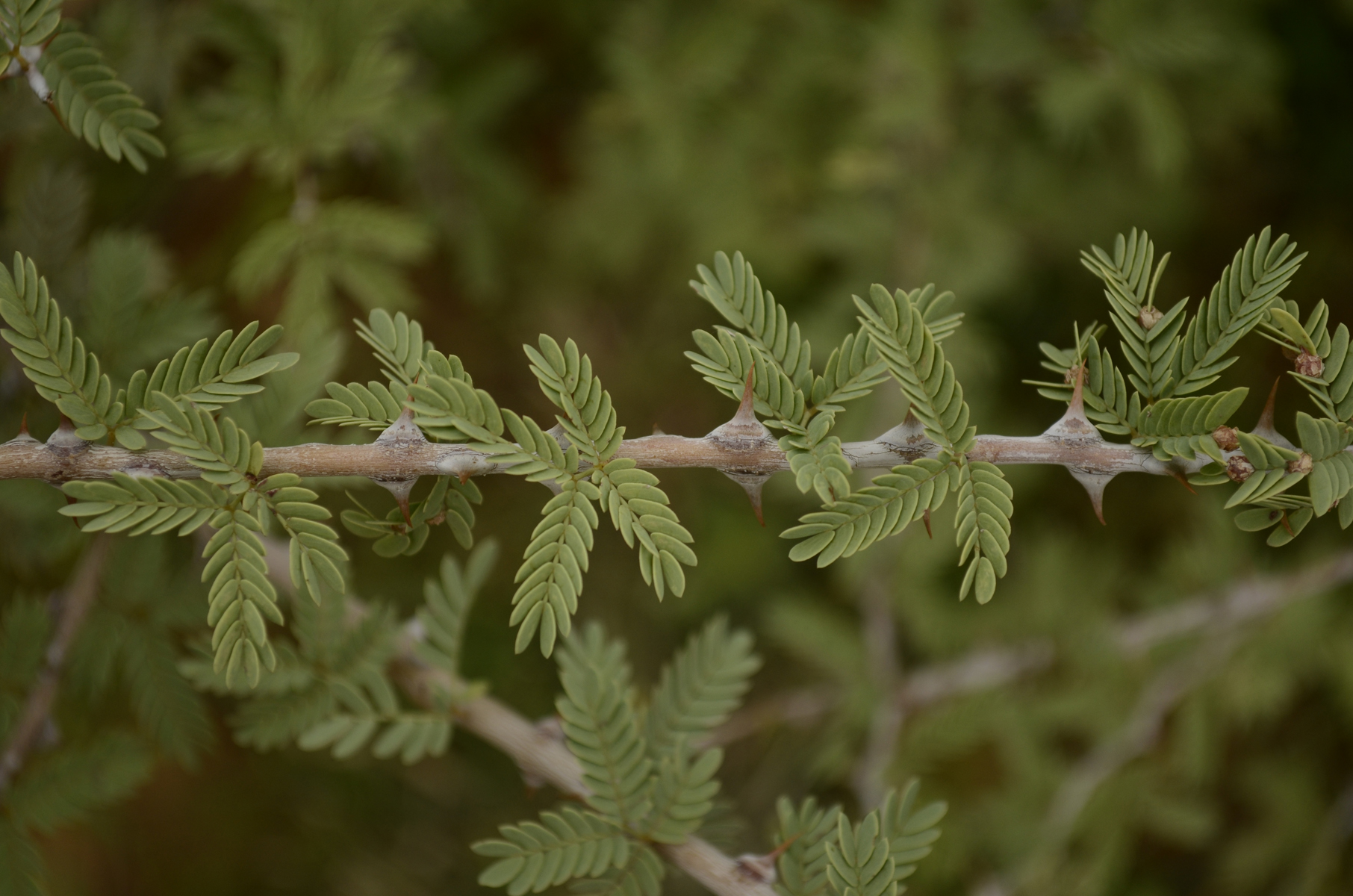
Zweig mit gefiederten Laubblättern und Dornen

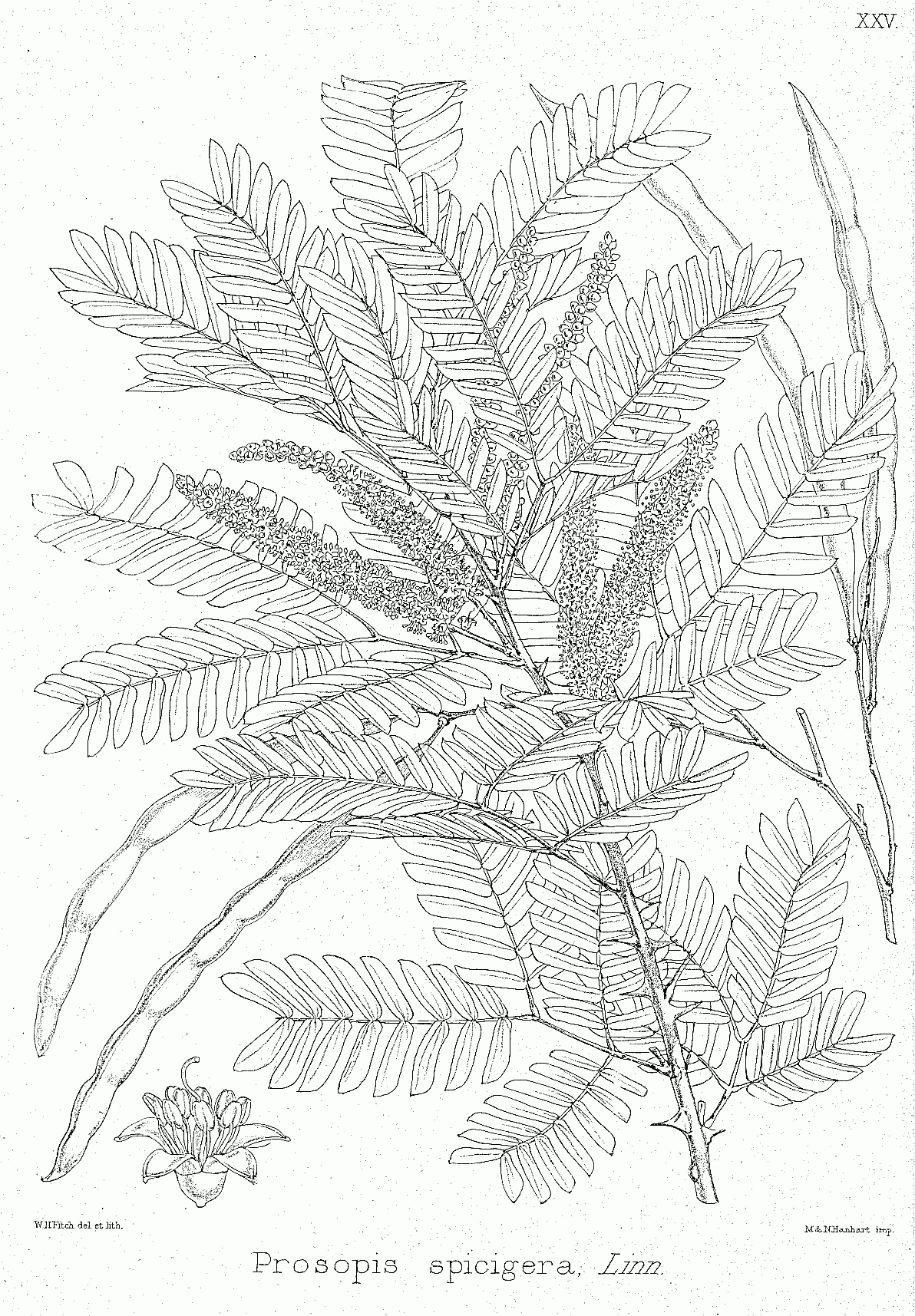
Illustration

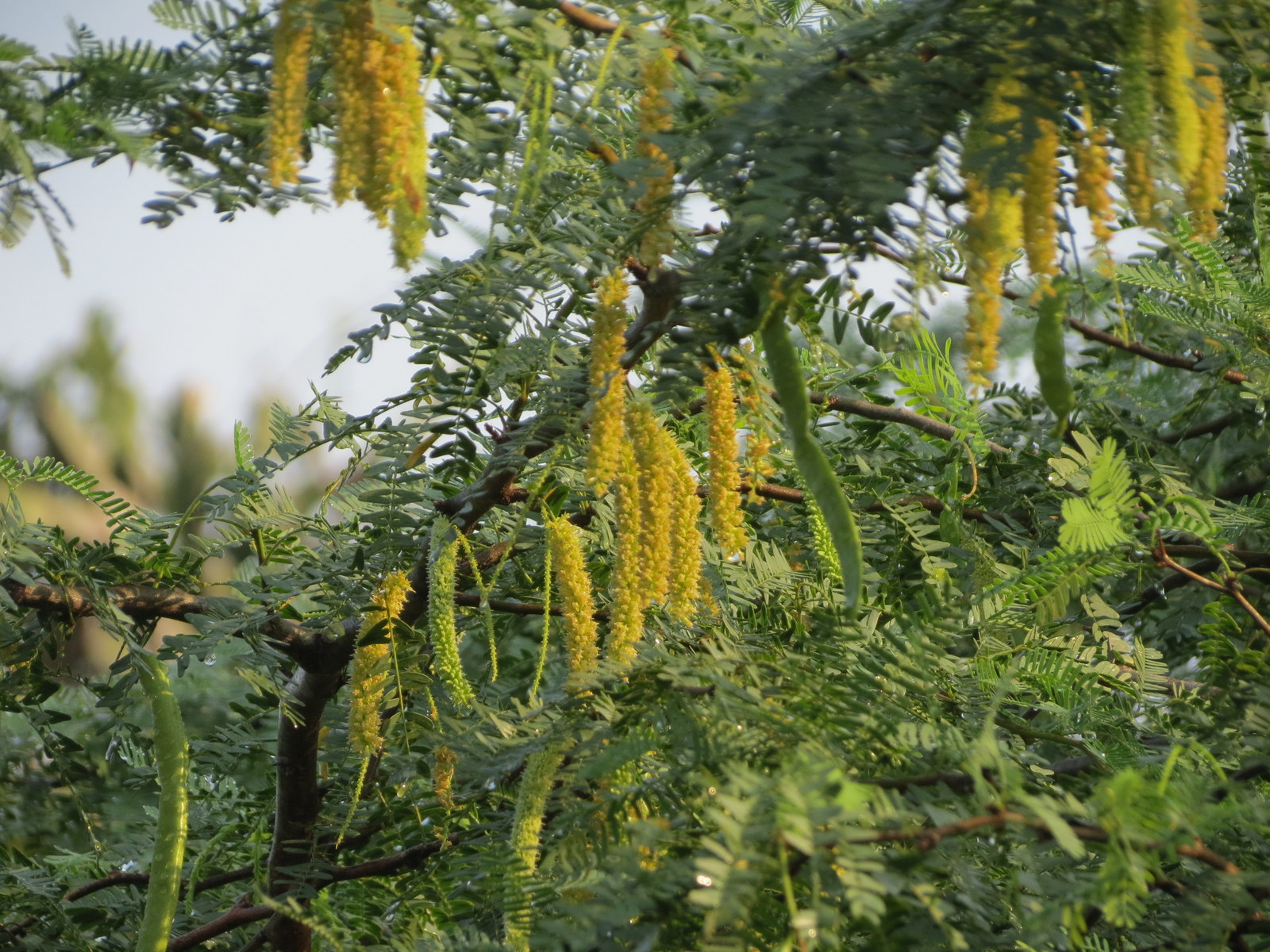
Blütenstände

Zweige mit Laubblättern und Hülsenfrüchten

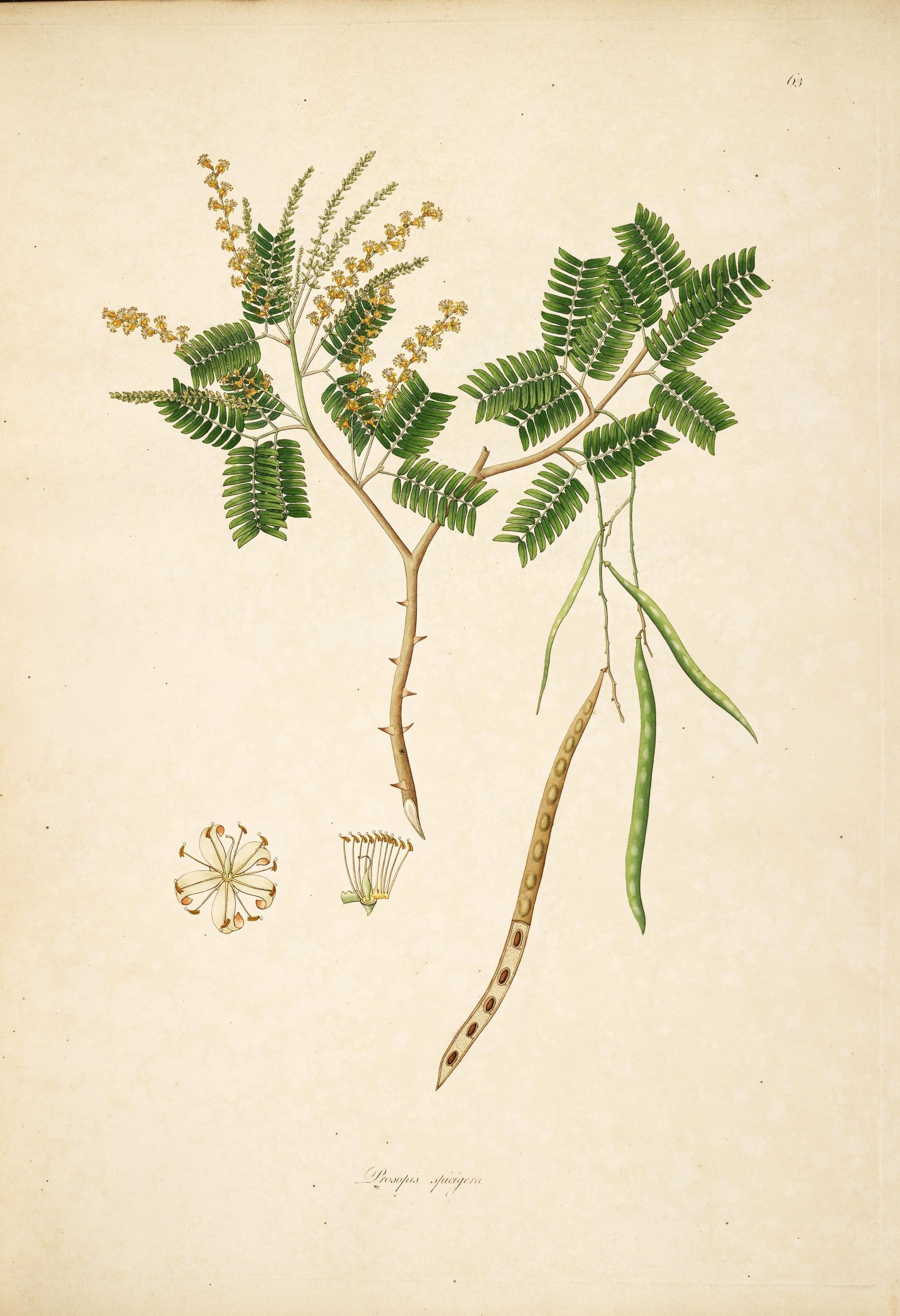
Illustration

### Erscheinungsbild und Blatt
Prosopis cineraria wächst als großer Strauch oder kleiner bis mittelgroßer Baum, der Wuchshöhen von bis zu 6,5 Metern, selten bis zu 10 Metern erreicht. Prosopis cineraria ist meist immergrün, an manchen Standorten nur fast so. Einzelne Exemplare können mehrere hundert Jahre alt werden. Er besitzt tiefreichende Wurzeln; die Pfahlwurzel kann mehr als 3 Meter lang sein. Die aschgraue Borke ist rau mit tiefen Rissen. Prosopis cineraria besitzt vereinzelt stehende, internodale Dornen, die gerade sowie konisch mit breiter Basis sind.
Die wechselständig an den Zweigen angeordneten Laubblätter sind in Blattstiel und Blattspreite gegliedert. Der Blattstiel ist 0,5 bis 4 Zentimeter lang. Die Blattrhachis ist 1,2 bis 5 cm lang. Die kahle oder flaumig behaarte Blattspreite ist doppelt paarig gefiedert. Die ein bis drei Teilblätter erster Ordnung sind 2 bis 7 Zentimeter lang. Die Fiederblättchen sind in 7 bis 14 Paaren angeordnet. Die mehr oder weniger sitzenden Fiederblättchen sind bei einer Länge von 4 bis 15 Millimetern sowie einer Breite von 2 bis 4,5 Millimetern eiförmig, gerade bis fast sichelförmig und enden mit einer Stachelspitze. Trockene Fiederblättchen sind gräulich. Es sind keine Blattadern erkennbar oder höchstens zwei bis vier an der Basis der Fiederblättchen. Die Mittelader befindet sich nicht mittig. Die früh abfallenden Nebenblätter sind blattartig.

### Blütenstand und Blüte
Bei Prosopis cineraria stehen mehrere bei einer Länge von 5 bis 13 Zentimetern zylindrische, ährenförmige, traubige Blütenstände seitenständig fast rispig zusammen. Je zwei Tragblätter umfassen den 1,0 bis 2,5 Zentimeter langen Blütenstandsschaft, oder seltener sind sie verwachsen. Die Tragblätter fallen ab und hinterlassen eine schiefe, 1,5 bis 2 Millimeter lange Blattnarbe. Die sitzenden, früh abfallenden Deckblätter sind 0,5 bis 0,8 Millimeter lang. Der Blütenstiel ist anfangs 0,5 Millimeter lang und verlängert sich bis zur Fruchtreife auf 1,5 Millimeter.
Die relativ kleinen, zwittrigen Blüten sind radiärsymmetrisch und fünfzählig mit doppelter Blütenhülle (Perianth). Die fünf kahlen, 0,8 bis 1,2 Millimeter langen Kelchblätter sind verwachsen, gestutzt und die Kelchzähne sind nur kurz. Die fünf gelben, kahlen Kronblätter sind bei einer Länge 3 bis 4 Millimeter länglich, bis zur Mitte verwachsen und sie rollen sich zurück am Ende der Anthese. Die zehn freien Staubblätter ragen etwas aus der Blütenkrone heraus. Die Staubbeutel sind 0,8 bis 1 Millimeter lang. Der Stempel ist kahl. Im einzigen, oberständigen Fruchtblatt sind viele Samenanlagen vorhanden.

### Frucht und Samen
Die einschließlich des 0,8 bis 2 Zentimeter langen Fruchtstieles 8 bis 19 Zentimeter langen, hängenden Hülsenfrüchte sind schlank, länglich mit einem Durchmesser von 4 bis 7 Millimetern fast-zylindrisch, wulstig und kahl. Die Hülsenfrüchte öffnen sich bei Reife nicht und enthalten 10 bis 15 Samen. Die Endokarp-Segmente sind dünn, longitudinal und wenig entwickelt. Das Mesokarp ist schwammartig. Das Perikarp ist dünn sowie spröde. Die braunen Samen sind bei einer Länge von bis zu 6 Millimetern eiförmig und abgeflacht.

### Chromosomensatz
Die Chromosomenzahl beträgt 2n = 28.

## Ökologie
Bei Prosopis cineraria liegt im Wurzelsystem eine Symbiose mit stickstofffixierenden Mikroorganismen vor.

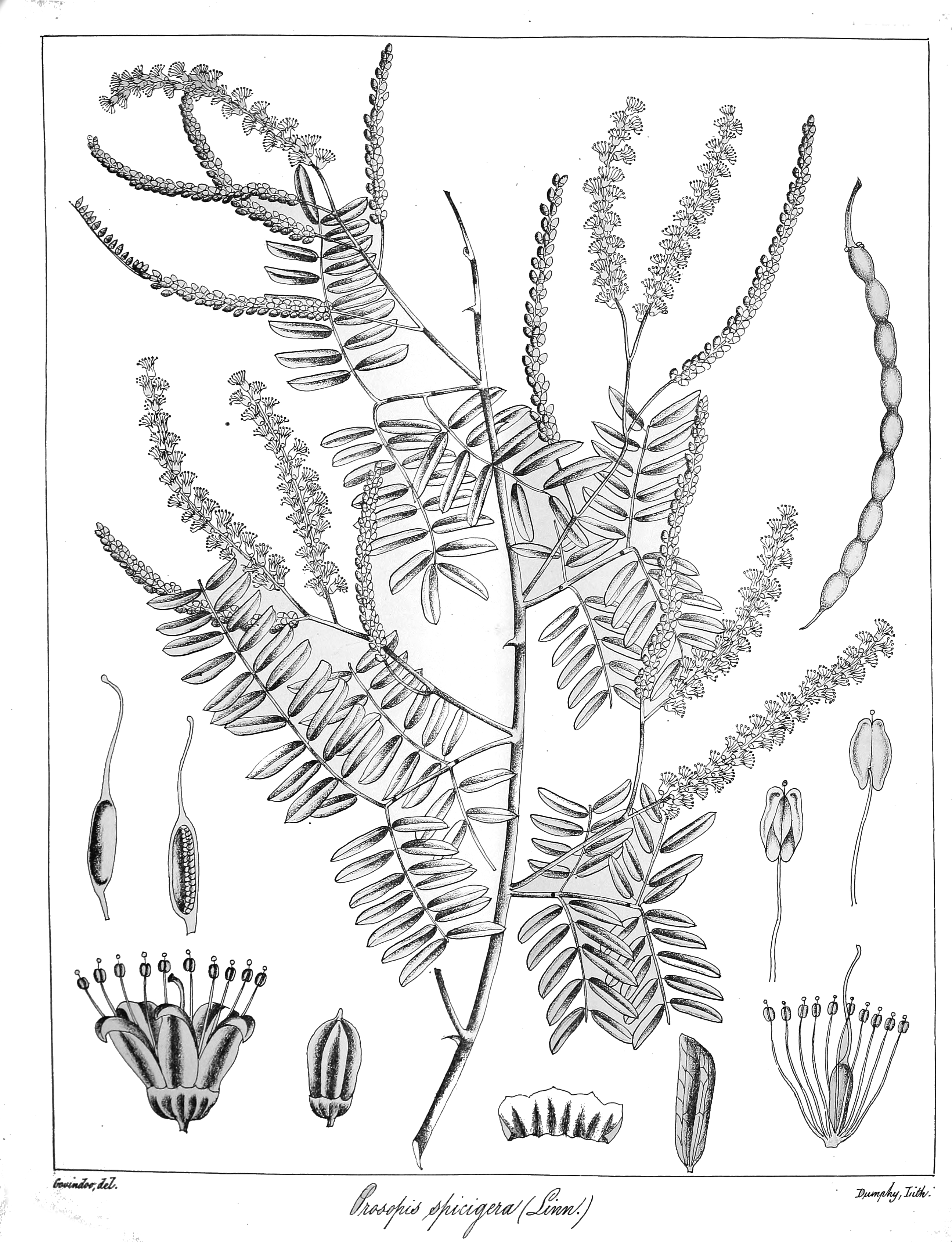
Illustration

## Taxonomie
Die Erstveröffentlichung erfolgte 1753 unter dem Namen (Basionym) Mimosa cineria durch Carl von Linné in Species Plantarum, Band 1, 1753, S. 517. Die Neukombination zu Prosopis cineraria (L.) Druce wurde 1914 durch George Claridge Druce in Botanical Exchange Club and Society of the British Isles (Report), Volume 3, Issue 5, S. 422, 1914 veröffentlicht. Ein Homonym ist Prosopis cineraria (L.) J.F.Macbr. Weitere Synonyme für Prosopis cineraria (L.) Druce sind:  Prosopis spicata Burm. f., Prosopis spicigera L.

## Vorkommen
Das ursprüngliche Verbreitungsgebiet von Prosopis cineraria liegt in ariden Gebieten in Westasien, auf der Arabischen Halbinsel und in den Wüsten- und Halbwüsten des Indischen Subkontinents, vor allem in Rajasthan. Es gibt Fundorte in Saudi-Arabien, in den Vereinigten Arabischen Emiraten, Bahrain, Oman, im Jemen, Afghanistan, Iran, Indien und Pakistan.

## Nutzung
Prosopis cineraria liefert ein gutes Feuerholz mit einem Heizwert von ca. 21 MJ/kg. Die Laubblätter und Hülsenfrüchte sind gutes Futter für alle Vieharten. Prosopis cineraria bindet gut Sand und bricht den Wind. Prosopis cineraria wird auch zur Gründüngung verwendet.
Die medizinischen Wirkungen werden untersucht. Prosopis cineraria ist eine Heilpflanze des Ayurveda.

## Trivialnamen
Trivialnamen sind: Janty, Janti, Jandi, Khejri (Indien); Jand (Pakistan); Ghaf, Kandi, Banni, Gandasein, Vanni, Jammi, Chaunkra, Khar, Sami, Shami, Sumri, Vanni-andara, Katu andara, Kalapu andara, Lunu andara.